# Barrio Sur
Barrio Sur è un comune (corregimiento) della Repubblica di Panama situato nel distretto di Colón, provincia di Colón. Si estende su una superficie di 1,2 km² e conta una popolazione di 14.076 abitanti (censimento 2010).